# Олесниця
Олешниця (пол. Oleśnica, [ɔlɛɕˈɲit͡sa]; нім. Oels) — місто в південно-західній Польщі, на річці Олесниця.
Адміністративний центр Олесницького повіту Нижньосілезького воєводства.

## Назва
- Олесни́ця (пол. Oleśnica, [ɔlɛɕˈɲit͡sa]) — сучасна польська назва; походить від слова олша (пол. olsza, вільха).
- Ельс (нім. Oels), або Ользе (нім. Olse) — німецька назва.
- Олешні́це (чеськ. Olešnice) — чеська назва.

## Демографія
Демографічна структура станом на 31 березня 2011 року:
|          | Загалом | Допрацездатний вік | Працездатний вік | Постпрацездатний вік |
| -------- | ------- | ------------------ | ---------------- | -------------------- |
| Чоловіки | 17760   | 3368               | 12374            | 2018                 |
| Жінки    | 19358   | 3151               | 11371            | 4836                 |
| Разом    | 37118   | 6519               | 23745            | 6854                 |